# Distretto di Dinan
Il distretto di Dinan era una divisione territoriale francese del dipartimento delle Côtes-d'Armor, istituita nel 1790 e soppressa nel 1795.
Era formato dai cantoni di Dinan, Evran, Meloir, Plancouet, Ploubalay, Plouer, Plumaudan e Tréfumel.